# Gonggongui jeog
Gonggongui jeog (kor.: 공공의 적) – południowokoreański dramat kryminalny w reżyserii Kang Woo-suka, którego premiera odbyła się 25 stycznia 2002 roku.

## Fabuła
Znaleziono ciało kolegi bezwzględnego policjanta Chul-joonga, z licznymi ranami kłutymi. Po tygodniu policjant i bezlitosny morderca w deszczowym płaszczu spotykają się razem w małej alei. Wywiązuje się między nimi walka, jednak morderca ucieka. Chul-joong przypomina sobie spotkanie z tym człowiekiem w płaszczu, następnie spotyka się z synem zamordowanego kolegi – Cho Gyoo-hwanem. Czuje, że to on zamordował jego ojca, jednak nie ma na to dowodów. Dochodzi do kolejnego morderstwa, w podobnym stylu.

## Obsada
Źródło: Filmweb

- Sol Kyung-gu jako Kang Cheol-jung
- Lee Sung-jae jako Jo Kyu-hwan
- Kang Shin-il jako śledczy Eom
- Lee Moon-sik jako Lee Ahn-soo
- Sung Ji-ru jako Dae-kil
- Yoo Hae-jin jako Yong-man
- Kim Jeong-hak jako detektyw Kim
- Ahn Nae-sang jako detektyw Lee
- Do Yong-Gu jako Detektyw Nam
- Ki Joo-Bong jako Song Haeng-ki
- Seo Tae-Hwa jako prokurator Choi
- Yang Eun-Yong jako Young-shin
- Lee Suk-Goo jako szef Park

## Nagrody
Źródło: Internet Movie Database
| Rok  | Miejsce                 | Nagroda           | Kategoria                | Odbiorcy     | Wynik   |
| ---- | ----------------------- | ----------------- | ------------------------ | ------------ | ------- |
| 2002 | Blue Dragon Film Awards | Blue Dragon Award | Best Actor               | Sol Kyung-gu | Wygrana |
| 2002 | Grand Bell Awards       | Grand Bell Award  | Best Actor               | Sol Kyung-gu | Wygrana |
| 2002 | Baeksang Arts Awards    |                   | Daesang (Wielka nagroda) |              | Wygrana |